# ایهور سونیتسکی
ایهور سونیتسکی (انگلیسی: Ihor Sonevytsky; ۲ ژانویهٔ ۱۹۲۶ – ۱ ژانویهٔ ۲۰۰۶) رهبر (موسیقی)، آهنگساز، و نوازنده پیانو اهل اوکراین بود.